# Rashid Masharawi

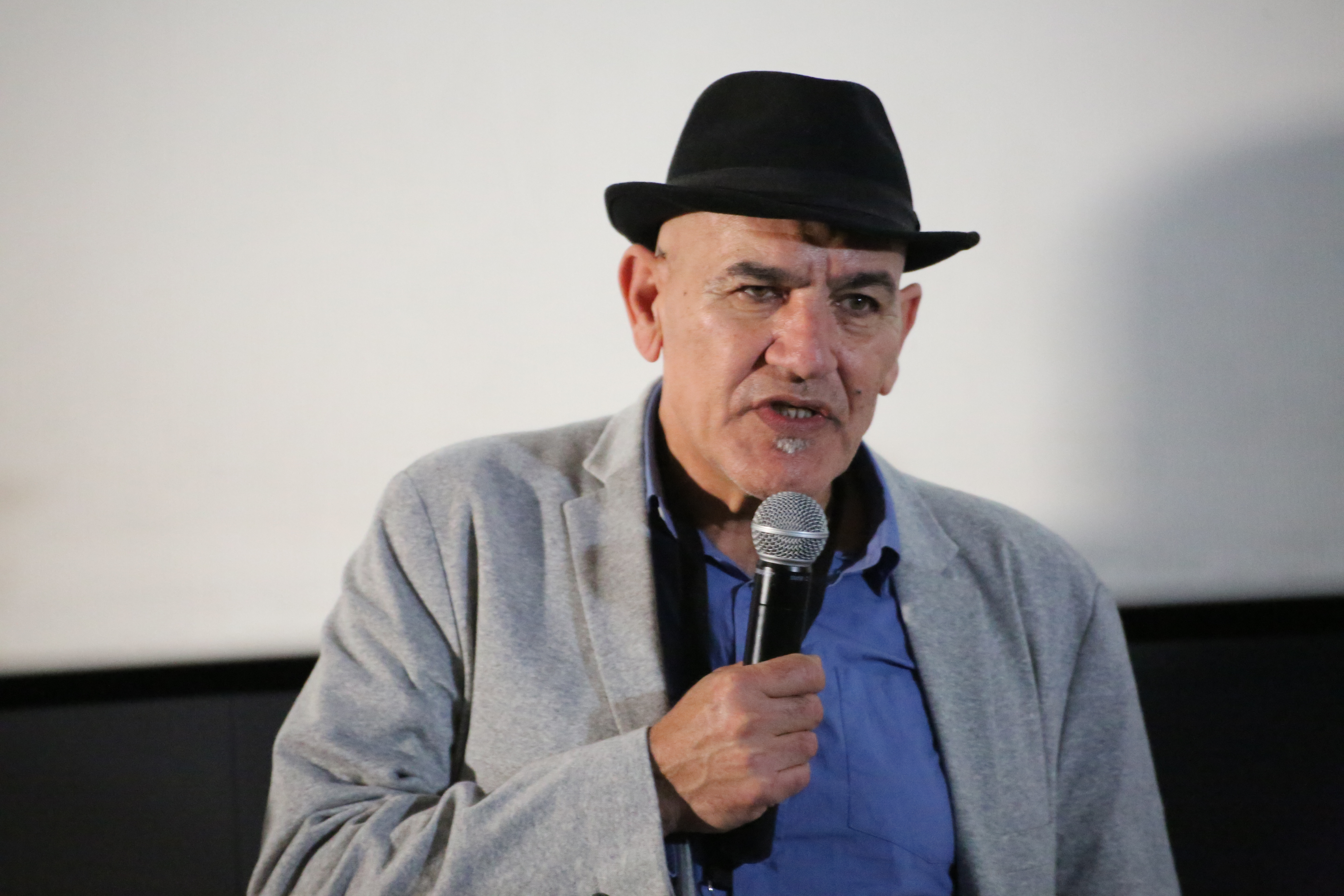
Rashid Masharawi

Rashid Masharawi (arabisch رشيد مشهراوي, DMG Rašīd Mašharāwī; * 1962 in Asch-Schati bei Gaza) ist ein palästinensischer Filmschaffender.

## Leben und Werk
Masharawi wurde im Flüchtlingslager Asch-Schati im Gaza-Streifen geboren. Er gilt als der einzige Filmemacher, der in den 1980er und 1990er Jahren „... in Palästina arbeitete und das Leben in den Lagern in Dokumentar- und Spielfilmen beschrieben hat“. 1996 gründete Rashid Masharawi in Ramallah das Cinema Production Center um dort lokale Filme zu produzieren. Dank des von Masharawi geförderten mobilen Kinos macht er Filmvorführungen in palästinensischen Flüchtlingslagern möglich. In diesem Zusammenhang drehte er den Film „Ticket to Jerusalem“, das die mühevolle Arbeit eines mobilen Filmvorführers durch die besetzten palästinensischen Gebiete nach Jerusalem zeigt. Die europäische Uraufführung des Films fand 2002 im Rahmen des Filmprogramms der documenta11 statt.
2002 drehte Masharawi den Film „Checkpoint“, der aus einer einzigen, 50-minütigen Einstellung besteht und in langsamer Bewegung die wartenden Menschen auf der palästinensischen Seite des Kalandia Checkpoints zwischen Ramallah und Jerusalem beobachtet. Auf der dOCUMENTA (13) zeigte er (zusammen mit Khaled Hourani) den 52-minütigen Film Picasso in Palestine, der den Transport des Picasso-Gemäldes Buste de Femme (1943) vom niederländischen Van Abbemuseum in Eindhoven nach Ramallah im palästinensischen Westjordanland zeigt, wo es 2011 in der International Art Academy Palestine (IAAP) ausgestellt wurde.

„Manche versuchen, mit Mitteln des Kinos eine palästinensische Situation herzustellen. Was ich versuche ist, aus der palästinensischen Situation heraus Kino zu machen.“

Als Filmkünstler hat er sich mit Dokumentar- und Spielfilmen einen Namen gemacht. Masharawi ist für seine Arbeiten mehrfach ausgezeichnet worden.

## Filmografie (Auswahl)
- 1989: Shelter
- 1994: Curfew – Ausgangssperre
- 1996: Haifa (Internationale Filmfestspiele von Cannes)
- 2002: Ticket to Jerusalem
- 2005: Attente
- 2006: Waiting[7]
- 2008: Eid milad Laila
- 2014: Rasael men Al Yarmouk
- 2017: Writing on Snow
- 2024: From Ground Zero